# Andrzej Ryguła
Andrzej Ryguła (ur. 9 maja 1945, zm. 1 kwietnia 2013 we Wrocławiu) – polski sztangista, medalista mistrzostw Polski, rekordzista świata juniorów.
Był zawodnikiem LZS Tarnowskie Góry, a od 1965 Śląska Wrocław. W 1964 pobił rekord świata juniorów w wyciskaniu w kategorii 82,5 kg, wynikiem 139,5 kg. Był dwukrotnym wicemistrzem Polski - w kategorii 82,5 kg w 1966 i w kategorii 90 kg w 1970 oraz brązowym medalistą mistrzostw Polski w 1968 w kategorii 82,5 kg.